# لوئیجی پیستیلی
لوئیجی پیستیلی (ایتالیایی: Luigi Pistilli؛ ۱۹ ژوئیه ۱۹۲۹ – ۲۱ آوریل ۱۹۹۶) یک هنرپیشه اهل ایتالیا بود.

## فیلمشناسی
- خوب، بد، زشت (۱۹۶۶)
- به خاطر چند دلار بیشتر (۱۹۶۵)
- دُم عقرب (۱۹۷۱)
- شماره یک
- سکوت بزرگ (۱۹۶۸)
- لیبرتین (۱۹۶۹)
- ضیافت تراژیک (۱۹۷۲)
- کالیبر ۹ (۱۹۷۲)
- گناه در وجودت حبس شده و فقط من کلیدش را دارم (۱۹۷۲)
- نمایش هراس‌انگیز عجیب و غریب نیمه‌شب (۱۹۷۳)
- کاگلیوسترو (۱۹۷۵)
- دو تپانچه مگنوم ۳۸ برای شهری از اشرار (۱۹۷۵)
- جسدهای سرشناس (۱۹۷۶)
- کلافه از گرما (۱۹۷۰)
- اعترافات یک زن خانه‌دار ناکام